# Wincenty Wiszniewski
Wincenty Wiszniewski vel Wiśniewski herbu Poraj (ur. 1781 prawd. w Warszawie, zm. 13 czerwca 1855 w Petersburgu) – polski astronom, pracujący w Rosji.

## Życiorys
Uczył się astronomii u Bodego w Berlinie. Od 1803 roku pracował jako pomocnik dyrektora obserwatorium astronomicznego w Petersburgu. W okresie 1806–1815 zajmował się wyznaczaniem dokładnych współrzędnych geograficznych różnych miast (ponad 200) i obiektów przyrody nieożywionej w Rosji, sięgając na wschodzie aż do Uralu. Między innymi jako pierwszy na świecie zmierzył wysokość Elbrusu, określając ją na 5422 metry. W zakresie astronomii dokonał bardzo dokładnych obserwacji komet z lat 1807 i 1811 oraz planetoid Ceres, Junony oraz Pallady.
Od 1807 roku członek nadzwyczajny rosyjskiej Cesarskiej Akademii Nauk, a od 1815 roku członek zwyczajny tejże. Od 1819 roku do emerytury w roku 1835 prowadził pierwszą w historii katedrę astronomii Uniwersytetu Petersburskiego. Publikował swe prace po rosyjsku w Petersburgu i po francusku w Paryżu.